# Aklimatizace
Aklimatizace je přivyknutí si změněným přírodním podmínkám.

## Výšková aklimatizace
S rostoucí nadmořskou výškou klesá tlak vzduchu. Proti stavu při mořské hladině klesne tlak vzduchu ve výšce 3500 m na zhruba 2/3, v 5 500 m na 1/2 a kolem 8 300 m na 1/3. Proto je důležité, aby lidé, kteří žijí v nižších polohách při výstupu do vyšších nadmořských výšek prodělali tzv. aklimatizaci a jejich organismus se této výšce přizpůsobil. Podle momentální výšky a celkové fyzické kondice a vrozených dispozic je k tomu zapotřebí určitá doba - od několika dní po týden. Již ve výšce 2 000-3 000 m mohou nastat poruchy vidění či soustředění. Optimální je postup 300-500 výškových metrů za jeden den a noc (v některých pramenech se uvádí až 1 000 výškových metrů, ale i zde platí pravidlo, že někdy méně znamená více…). Optimální tepová frekvence pro výšku 4 000-5 000 m by ráno měla být 80 srdečních tepů za minutu. Až poté je možné stoupat výše. Doporučuje se také během dne vystoupit do vyšší nadmořské výšky a na noc se vrátit do níže položeného tábora.
Výškovou aklimatizaci lze provádět také v simulovaném prostředí, kdy je prostřednictvím speciálních generátorů upravován vdechovaný vzduch. V takto upraveném vzduchu je snížen objem kyslíku na úroveň nastavené nadmořské výšky. Aklimatizace se provádí vdechováním upraveného hypoxického vzduchu prostřednictvím obličejové masky, případně pobytem/spánkem ve speciálním stanu. Tato forma aklimatizace je vhodná obzvláště pro výstupy do výšek cca 5 000 m n. m., případně jako pomocná preaklimatizace při výstupech nad 5 500 m n. m.
Ve výšce nad 4 500 m se mohou dostavit stavy letargie, euforie nebo halucinace. Při výstupu do této nadmořské výšky hrozí onemocnění Akutní horskou nemocí (zkratka AHN, anglicky AMS - Acute Mountain Sickness ). Nejčastější příčinou úmrtí v horách ovšem přesto bývají úrazy.
V nadmořské výšce 7 500 m a více může většina lidí pobývat jen krátkodobě. Delším pobytem dochází k poškozování organismu, nedostatek kyslíku způsobuje snižování rozumových schopností. V případě špatné aklimatizace lze následky zmírnit podáváním čistého kyslíku. Zvýší se tak jeho parciální tlak na hodnotu odpovídající mořské hladině.
Dalším důležitým faktorem ovlivňujícím aklimatizaci je dehydratace. Zhoršuje se zásobování organismu kyslíkem, což zvyšuje náchylnost k omrzlinám, embolii a mozkové mrtvici.